# Titeuf
Titeuf è una serie a fumetti creata dallo svizzero Philippe Chappuis. Ha per protagonista Titeuf, un bambino che racconta le piccole e grandi avventure quotidiane sue e dei suoi amici. Attraverso Titeuf, Zep mostra la visione che i bambini hanno nei confronti delle attitudini e delle istituzioni degli adulti. Nel 2005 è stato dedicato un asteroide a Titeuf chiamato 238817 Titeuf.

## Storia editoriale

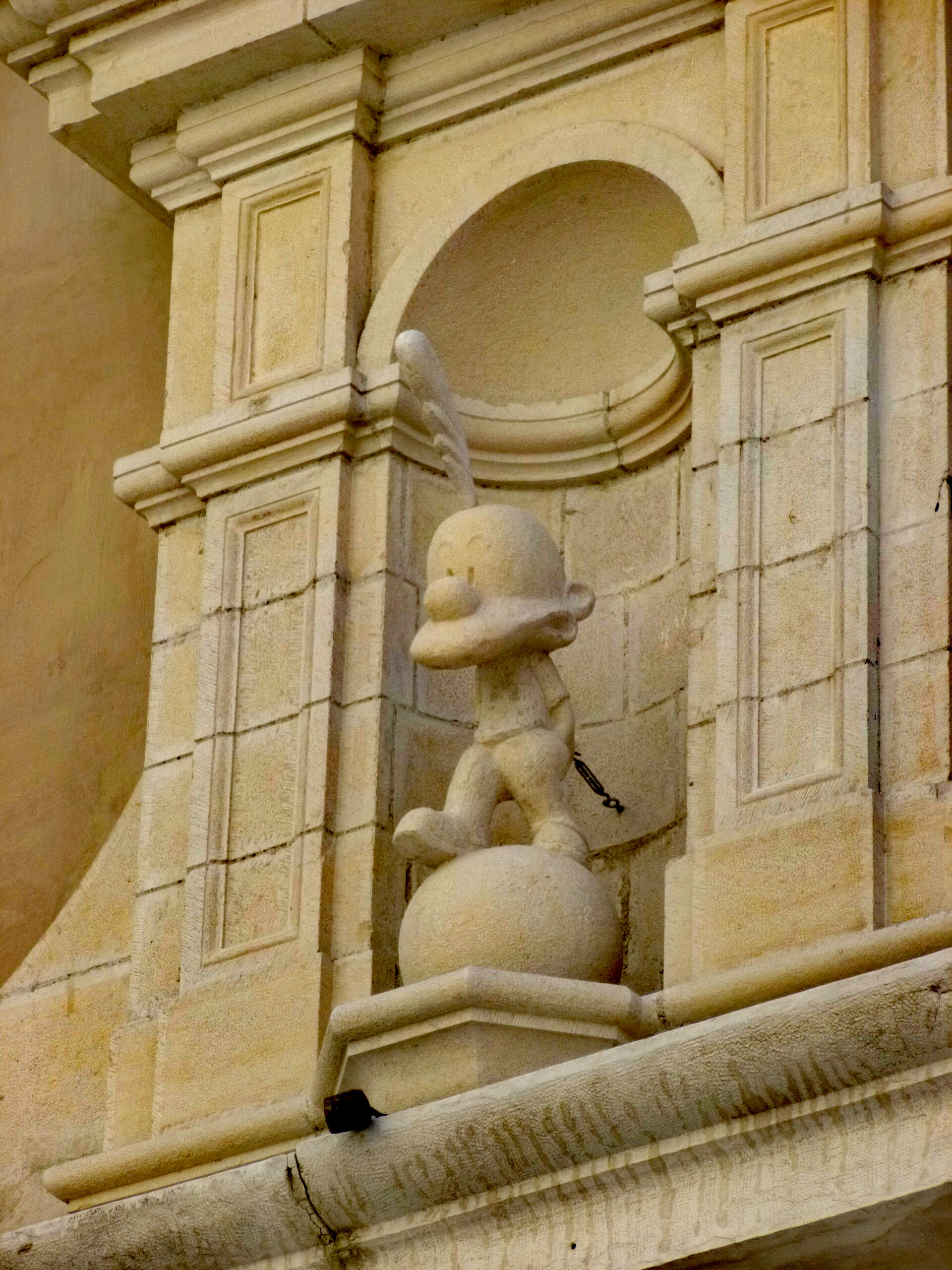
Statua di Titeuf sul frontone del convento Sainte-Cécile, sede della casa editrice Glénat, a Grenoble

All'inizio Zep custodisce la sua creazione per sé prima di rendersi conto del potenziale del personaggio. Dopo numerosi rifiuti, in effetti, aveva deciso di abbandonare l'idea del fumetto e di limitarsi a riprodurre su carta i suoi ricordi d'infanzia. Su consiglio del suo entourage, le prime tavole di Titeuf sono pubblicate in un albo prodotto in pochi esemplari (Si salvi chi può, ovvero Sauve qui peut), fino a quando un produttore, Jean-Claude Camano, oggi agente di Zep, per caso lo scova e scopre il ciuffo biondo. Qualche mese più tardi vengono stampate 8000 copie del primo albo, ma il successo di Titeuf, dopo essere esploso, è destinato ad aumentare. Il personaggio di Titeuf e quello di Manu sono palesi omaggi al fumetto "Manu" di Margerin.
Nell'ottobre 2006 l'undicesimo albo è stampato in 1,8 milioni di esemplari, il che lo rende la maggiore uscita editoriale dell'anno in Francia. Fino al 2006, compreso quest'ultimo albo, le avventure di Titeuf hanno venduto 16 milioni di copie.
Il lessico utilizzato dai ragazzini nel fumetto è molto particolare, arricchito da parole inventate che servono a mascherare qualche parolaccia vera.

### Elenco degli albi pubblicati
Gli albi che sono stati pubblicati in Francia e nei paesi francofoni sono:
- Dieu, le sexe et les bretelles (1992) in bianco e nero
- L'amour, c'est pô propre (1993)
- Ça épate les filles… (1994)
- C'est pô juste… (1995)
- Titeuf et le derrière des choses (1996)
- Tchô, monde cruel (1997)
- Le miracle de la vie (1998)
- Lâchez moi le slip! (2000)
- La loi du préau (2002)
- Nadia se marie (2004)
- Mes meilleurs copains (2006)
- Le sense de la vie (2008)
- À la folie ! (2012)
- Bienvenue en adolescence (2015)
- À fond le slip! (2017)
- Petite Poésie des saisons (2019)
- La Grande Aventure (2021)
- Suivez la mêche  (2023)

## Altri media

### Serie televisiva animata
- Titeuf (2001-2016): composta da quattro stagioni per un totale di 330 episodi da 8 minuti prodotti da Canal J e France 3 con cui hanno collaborato anche la Rai e RTBF.

### Cinema
- Titeuf - Il film (2011) - uscito in Italia il 25 luglio 2013.

### Videogiochi
- Titeuf: Mega Party (2019)